# 新村號
新村號 （韓語：새마을호），為韓國鐵路車輛的一級別，是韓國高速鐵道通車以前，韓國最高級的鐵路客車，現今多數被ITX-新村取代。

## 概况
新村号的一般由5~12節車廂組成。與次一級的無窮花號比較，新村號比較寬敞，而且沒有站位。顏色方面，新村號以藍、白、黃為主。另一方面，新村號集中於幹線上行駛，例如行駛首爾—釜山區間會採用京釜線而非中央線 （2006年11月起）。

### 名稱
其列車的名稱來自於1970年代朴正熙推行的新村運動。

## 历史

### 初期运用
1969年2月8日，以超特急列车观光号的名义，运行于首尔-釜山，最高时速可达到120km/h，仅需时间4小时50分。在1974年8月15日改为现在的名称。之后开始固定运行于首尔-大田-东大邱-釜山。在1970年代后期，还开通了首尔-庆州、首尔-马山的运行区间。

### 中期运用
1985年11月，新村号行驶的路线全部替换为水泥混凝土轨枕，使得最高运行速度提升至120km/h，使得运行时间缩短至4小时10分之后，服务范围扩展至清凉里-安东及东海南部线首尔-太和江。进入1990年之后，服务范围扩展至首尔-浦项/晋州及清凉里-东海。在1993年，首尔-釜山列車暂时停止服务。不过在1994年3月31日之后，再次恢复首尔-釜山的服务，不过运行时间变为4小时16分-4小时21分。在1994年7月，开始了首尔-海云台的临时服务。1999年6月1日，在大田站、东大邱站的停靠基础上增加停靠新滩津站、永同站、倭馆站、庆山站，使得行车时间延长7-8分钟。

### 后期运用
2004年4月1日，高速鐵路KTX开通，新村號在中小城市的停靠站數量迅速增加，全程所需時間增加，部分新村號甚至被KTX取代。随着中央高速公路和岭东高速公路的车流持续增长，2006年11月1日开始停止清凉里-江陵的服务。
由于2006年11月1日KTX进一步扩大服务区间，使得大邱-镇海的班次减少，2012年11月1日，将运行范围缩短至马山-镇海，並降級為無窮花號。随着中部高速公路的车流增长，导致在2007年6月1日首尔-晋州的服务停止，缩减为马山-晋州区间，2012年12月4日，KTX延駛晋州，使得运营停止。在京义线成为首都圈电铁的路线之前，本列车曾在2007年6月1日至2009年6月30日于此线路进行过服务。
2010年11月1日，因京釜高速线的开通，使得在京釜线的运行区间由首尔-釜田缩减为首尔-东大邱。在2012年11月1日，东海南部线的运行车种正式换为了无穷花号。2010年12月15日，新村号在京釜线的运行区域变为首尔-马山和首尔-东大邱，同时停止了清凉里-安东的服务。在2011年8月16日，由釜山开往首尔的列车终点变为了龙山站。在2011年11月1日，取消了在倭馆站和清道站的停靠。2011年11月5日由於全罗线電氣化，因此在2012年3月20日，龙山-丽水EXPO改为用电力机车牵引。

### 退出營運
2014年5月12日韓國鐵道公社210000系電聯車擔當的ITX-新村開始運營，韩国铁道公社计划ITX-新村將完全取代新村號，初步取代已電氣化路段的新村號。2014年11月1日ITX-新村取代新村號在中央線的營運，2015年4月1日取代東海南部線。目前目前新村號僅在長項線運行，預計2029年完全退出營運。

## 使用车型
新村号车型大致分为柴油機車牽引的客车；以及柴油动车组列車。

### 客车

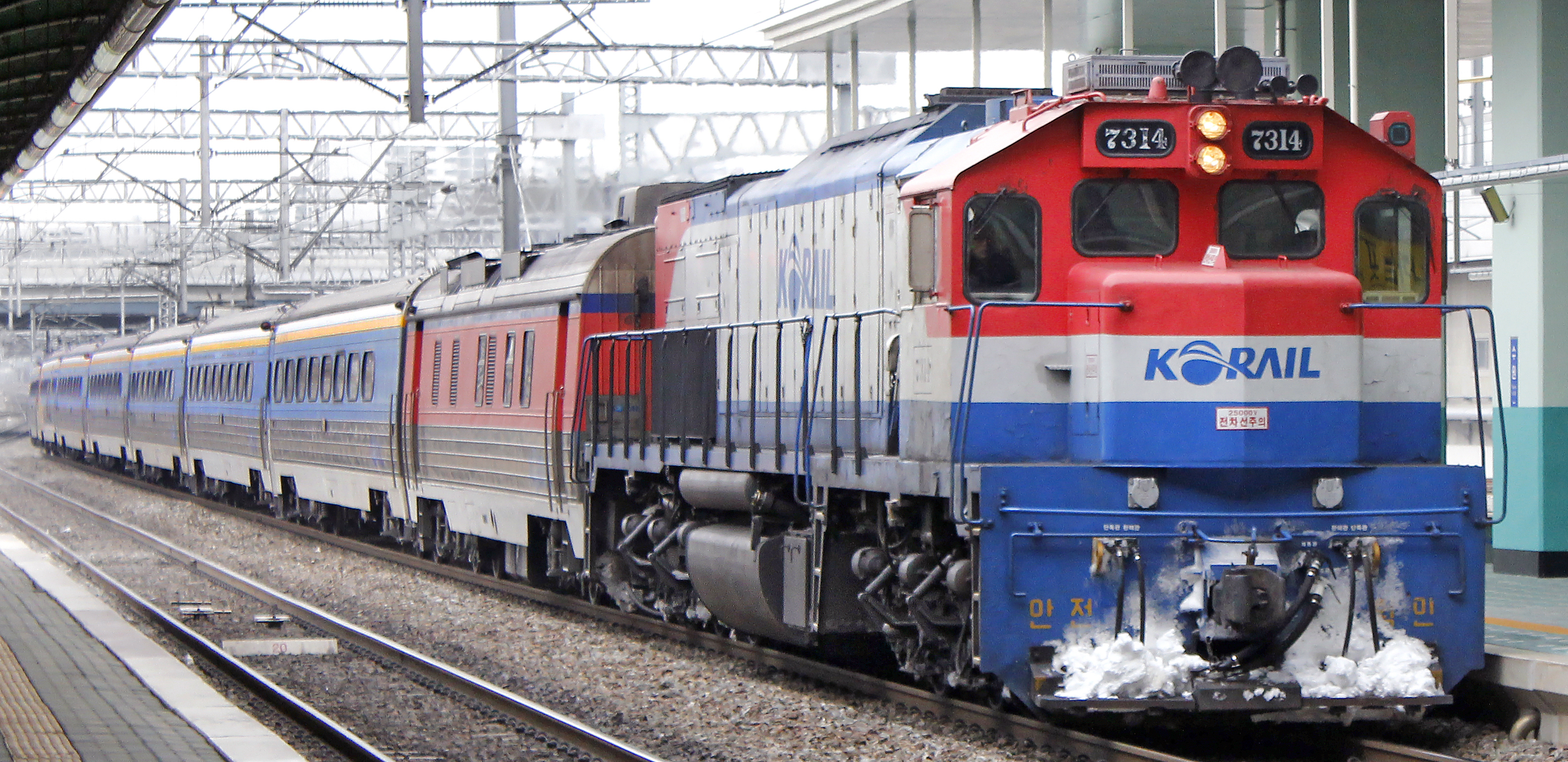
柴油機車牽引的新村號

1969年2月8日，以观光号的名义开始运营，第一代客車為矩形、鋼製，初期由日本日立制作所和日本车辆制造负责制造。在1975年-1982年，开始由大宇重工业负责制造，單節車廂通常為56個座位，1986年第二代客車投入後，降為無窮花號客車使用。
第二代客車具流線形車身、採不銹鋼製，於1986至1988年生產投入，與韓國鐵道7000型柴油機車搭配作為第二代列車，車廂長度增為23.5公尺，座位增至64個，座位后端下方拥有踏板，洗手间安装有集便器，共製造157節車廂。列车拥有餐车和观光车厢，由於從1992年開始大量引進推拉式列車，造成客车過剩，1993年其中56節降級為無窮花號客車，剩餘客車已因使用壽命到期而被淘汰。
1990年至2001年間又製造一款新客車，內部設施有較大的改善。2018年4月30日新村號客車退役後，僅剩的長項線新村號由無窮花號客車擔當，但採用與ITX-新村號列車相同的塗裝。

### 柴油动车组

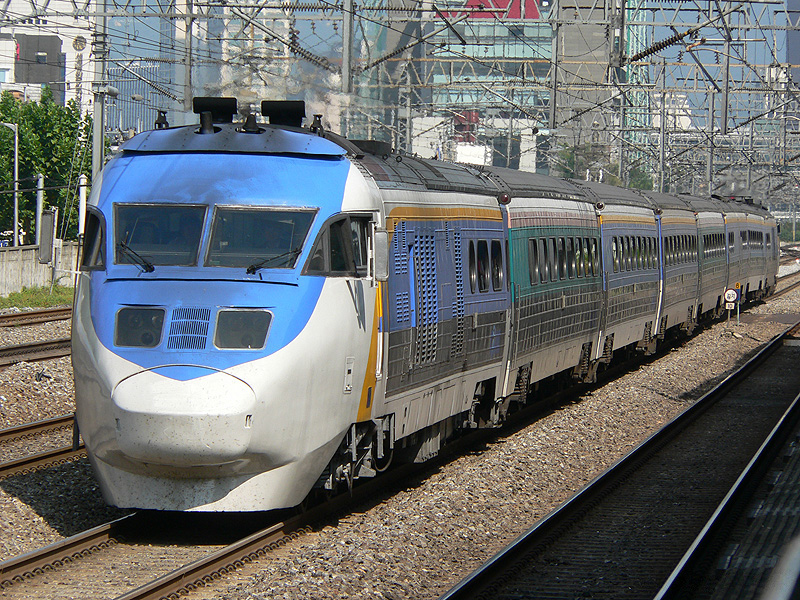
新村號柴聯車

自1980年开始，新村号开始投入使用9201系柴油动车组，运行区间为首尔-南原。为迎接1986年亚洲运动会及1988年夏季奥林匹克运动会，决定停用9201系柴油动车组，改为编入至无穷花号中。並在1987年開始使用由现代重工、大宇重工业、韩进重工业制造的101系柴聯車，此列车为推拉式列車具流线型车体。运行区间为首尔-釜山，并在1987年-1988年开始批量生产，并陸續在中央线和全罗线服役，替代了无穷花号的部分使用区间。较第1代客车相比，每节车厢内部座位为64个，每排4个，此外还拥有咖啡厅和舞厅，最初的101系為6輛編組，1988年和1992年又引進111系和251系，三者合稱韓國鐵道新村號型柴聯車，111系和251系採8輛編組，或兩列重聯為16輛編組，共製造438輛。
新村號型柴聯車隨著車輛老化、KTX投入，以及預定由210000系電聯車擔當的ITX-新村取代，在2013年1月5日全部停用，其中動力車全數報廢，拖車經改造繼續以機車牽引使用，2018年4月30日新村號退役，拖車也隨之退役。在2001年曾製造2列4編組的新村號柴聯車，作為總統座車命名為「慶福號」，金大中曾陪同美國總統小布什搭乘該列車參觀都羅山站和南北鐵路連接工程。

## 运行区间

### 一般列車
粗體在1987~2013年間使用韓國鐵道新村號型柴聯車。
- 長項線：龍山－益山
- 湖南線：龍山 - 木浦，龍山 - 光州
- 京釜線：首爾 - 釜山/東大邱
- 慶全線：首爾 - 晉州/馬山
- 中央線：清涼里 - 安東
- 嶺東線：清涼里 - 江陵/道溪
- 東海南部線：首爾/東大邱 - 釜田，首爾 - 浦項
- 全羅線：龍山 - 麗水世博會
- 京義線：首爾 - 都羅山
- 鎮海線：東大邱 - 鎮海

### 觀光列車
- 海列车：三陟-江陵[9]
- 其他旅游专列：嗵嗵嗵音乐茶座列车、酒吧影院列车、海浪号

## 图片

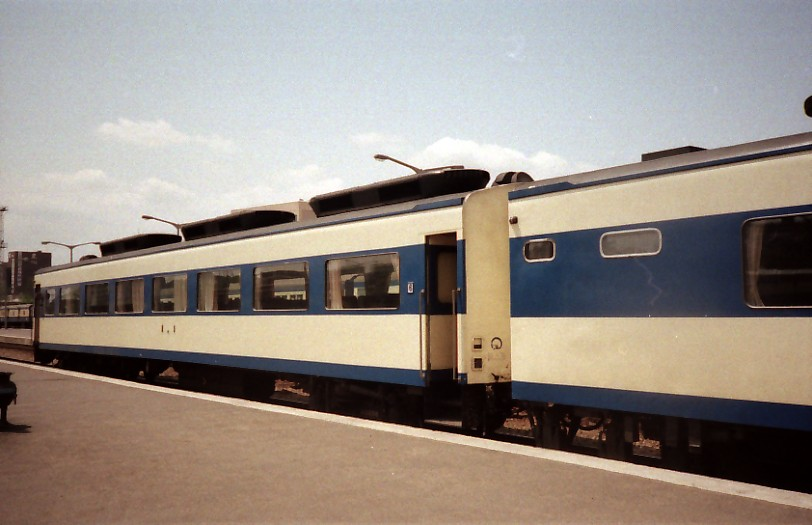
新村号钢制客车
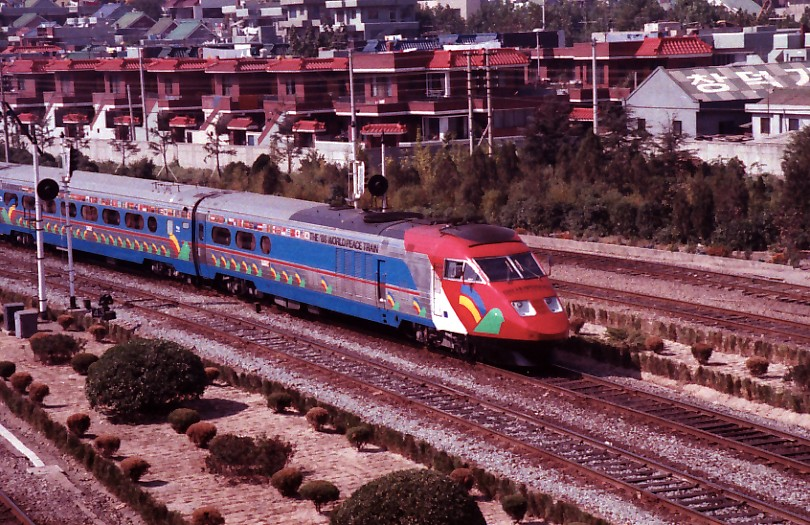
1988年的111系
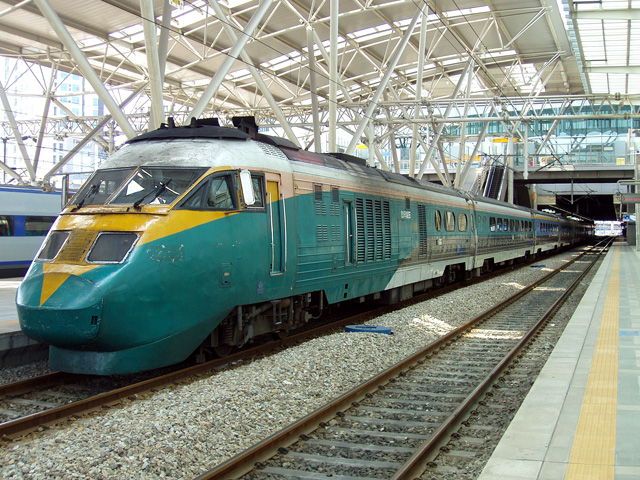
新村号柴油动车组旧涂装
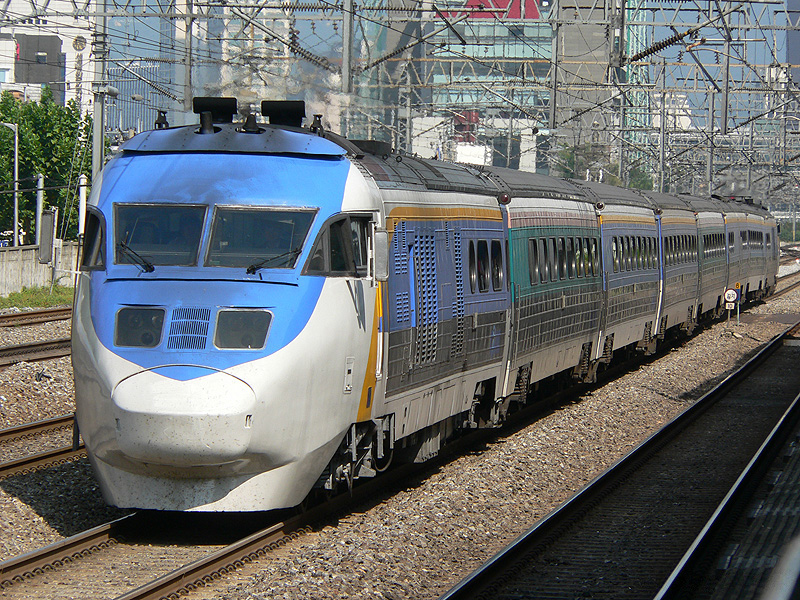
新村号柴油动车组新涂装
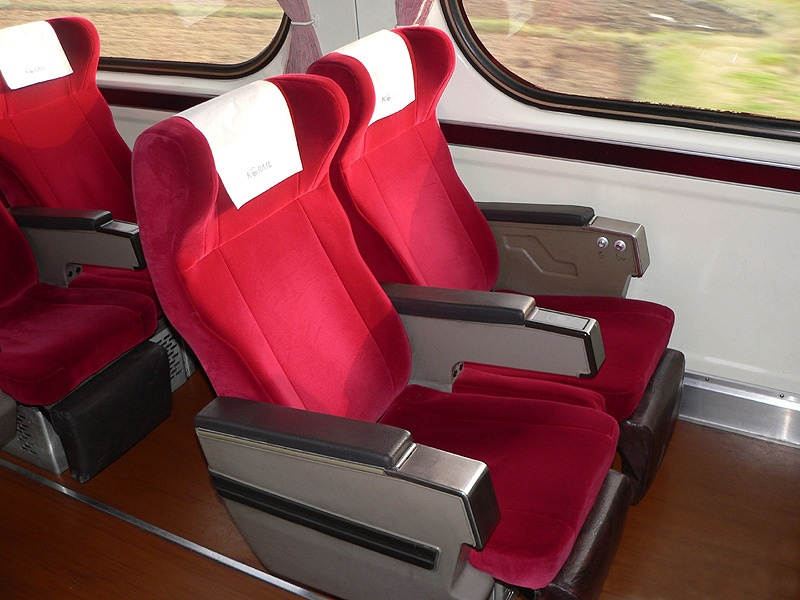
列车内部座席1
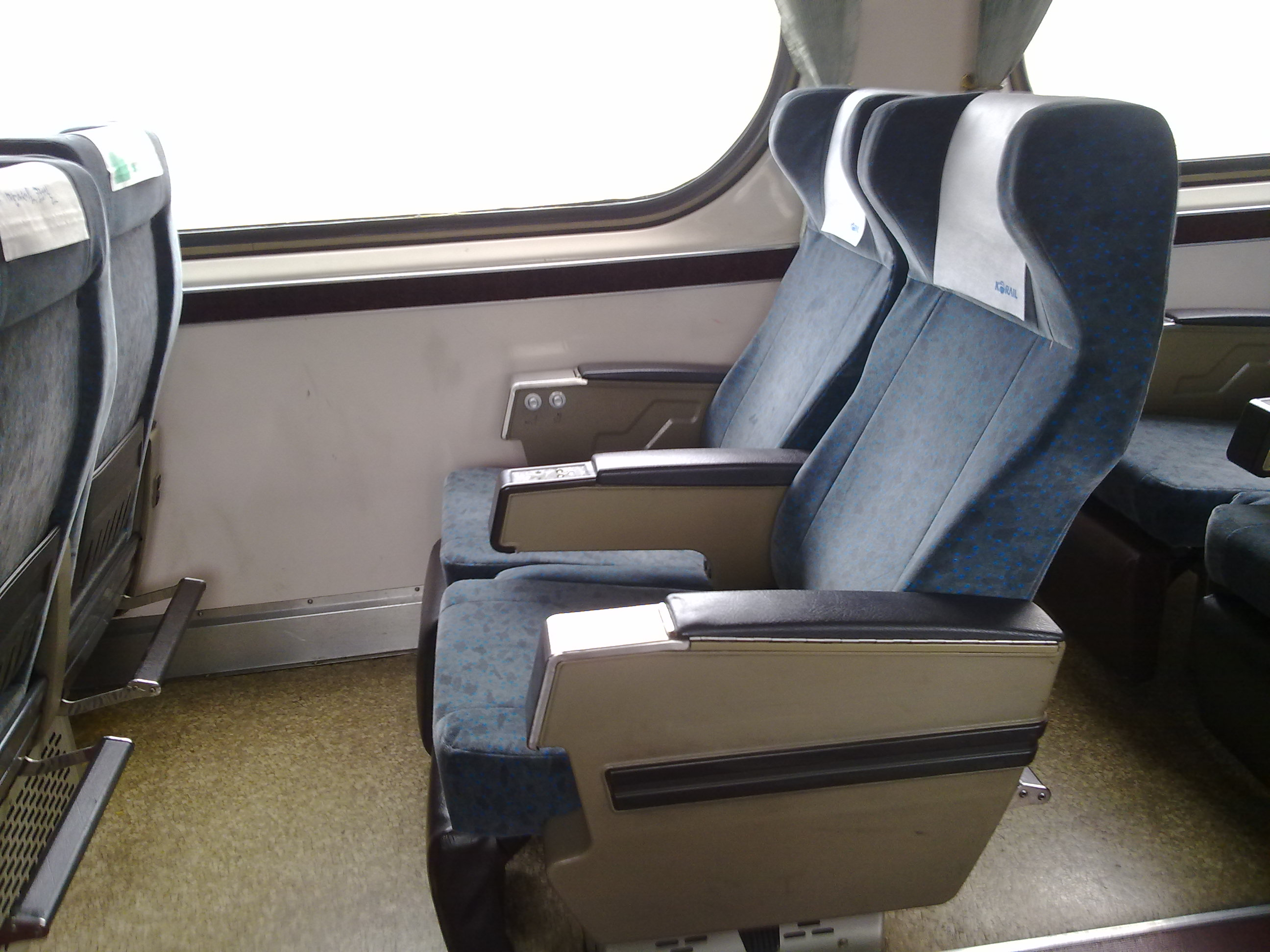
列车内部座席2
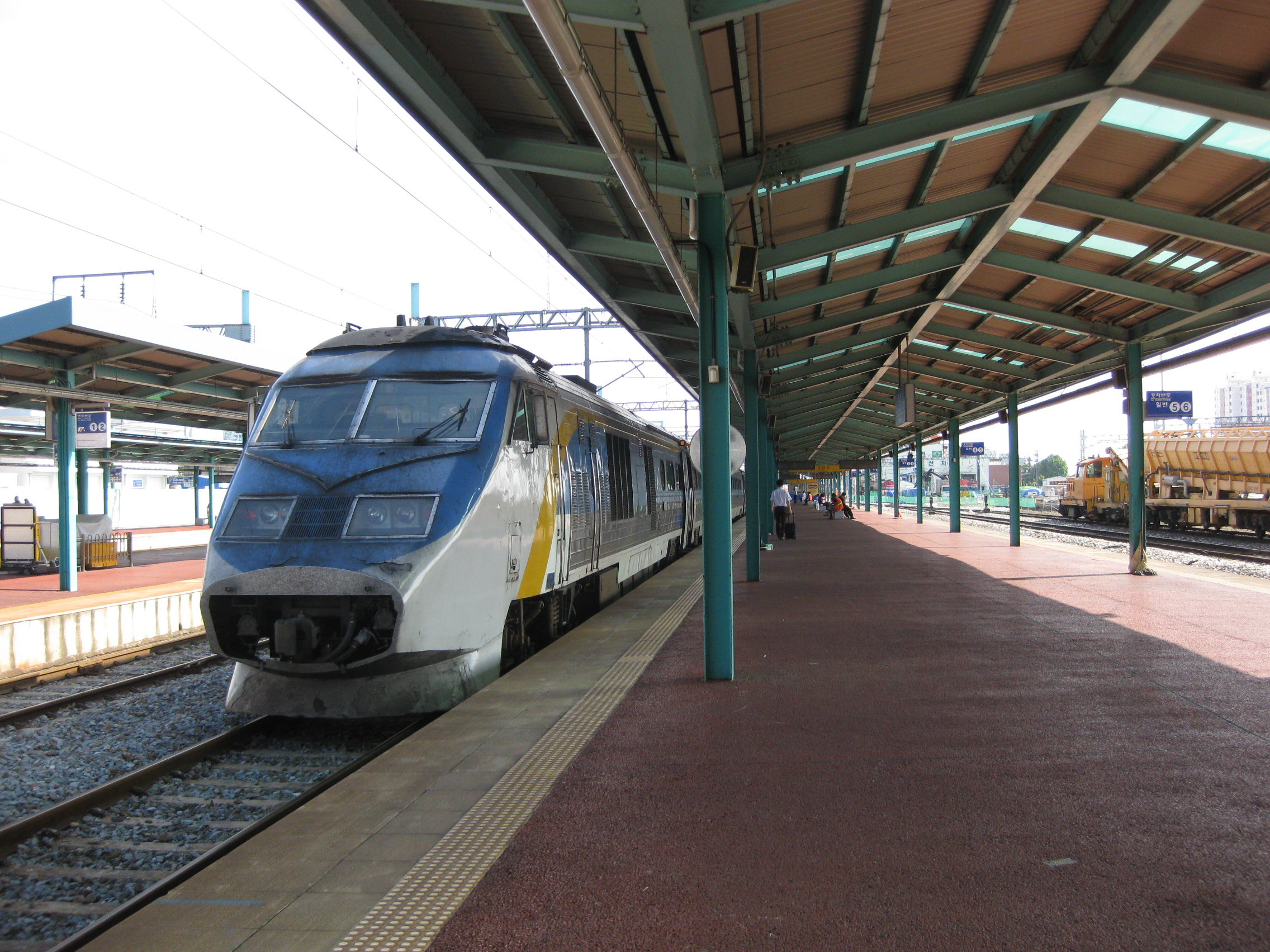
新村号柴油动车组在益山站

## 静态保存车辆

### 第1代
- 蟾津江汽車鎮：3辆[10]
- 九切里站：1辆[11]

### 第2代
- 韩国国立果川科学馆：1辆[12]
- 华川列车存放处：10辆[13]
- 清道站：1辆[14]
- 蟾津江汽車鎮：101系12辆[15]
- 店村站：2辆
- 直指寺站：1辆

## 车辆编号
| 编号 | 备注                                                                                            |
| --- | ----------------------------------------------------------------------------------------------- |
| 133~262 | 101系的动力车厢，已于2013年1月5日停用。                                                         |
| 348~363, 365~373, 375~408, 410~412, 414~444, 522~523, 525~527, 529~552, 554~557, 581~585                      | 普通座席车厢，由8200型电力机车牵引。目前522~523、525~527、529~552、554~557、581~585还在使用中。 |
| 621~625, 627~637, 639~649                                                                                     | 头等座席车厢，由8200型电力机车牵引。现在运行于长项线。                                          |
| 701~715 | 头等座席车厢，2012年11月1日停用。                                                               |
| 751~755 | 头等座席车厢，2012年11月1日停用。                                                               |
| 781~784, 786~787                                                                                              | 头等座席车厢，并拥有会议室，曾运行于长项线，在2012年11月1日停用。                               |
| 819 | 餐车。                                                                                          |
| 902~930, 932~933, 938~939                                                                                     | 拥有咖啡厅的车厢，现在已经改为餐车。                                                            |
| 9564, 9565, 9666                                                                                              | 9501系，现已改为无穷花号的海列车。                                                              |
| 10041~10043                                                                                                   | 头等座席车厢，其中10041、10042在2012年世界博览会期间使用，目前均已停用。                        |
| 10901~10908                                                                                                   | 拥有咖啡厅的车厢，现在已经改为餐车。                                                            |
| 11101~11119, 11121~11130, 11132~11144, 11146~11147, 11149~11161, 11163~11166, 11168~11170, 11174~11175, 11186 | 普通座席车厢                                                                                    |
| 11167, 11171, 41, 45, 10044, 10046, 10047                                                                     | 头等座席车厢、普通座席车厢和餐车，现已改为无穷花号的酒吧影院列车。                              |
| 11301~11309                                                                                                   | 头等座席车厢，现已改为无穷花号的嗵嗵嗵音乐茶座列车。                                            |
| 11311~11329                                                                                                   | 观光用车厢，现在以改装为海浪号。                                                                |